# Perdiguero portugués

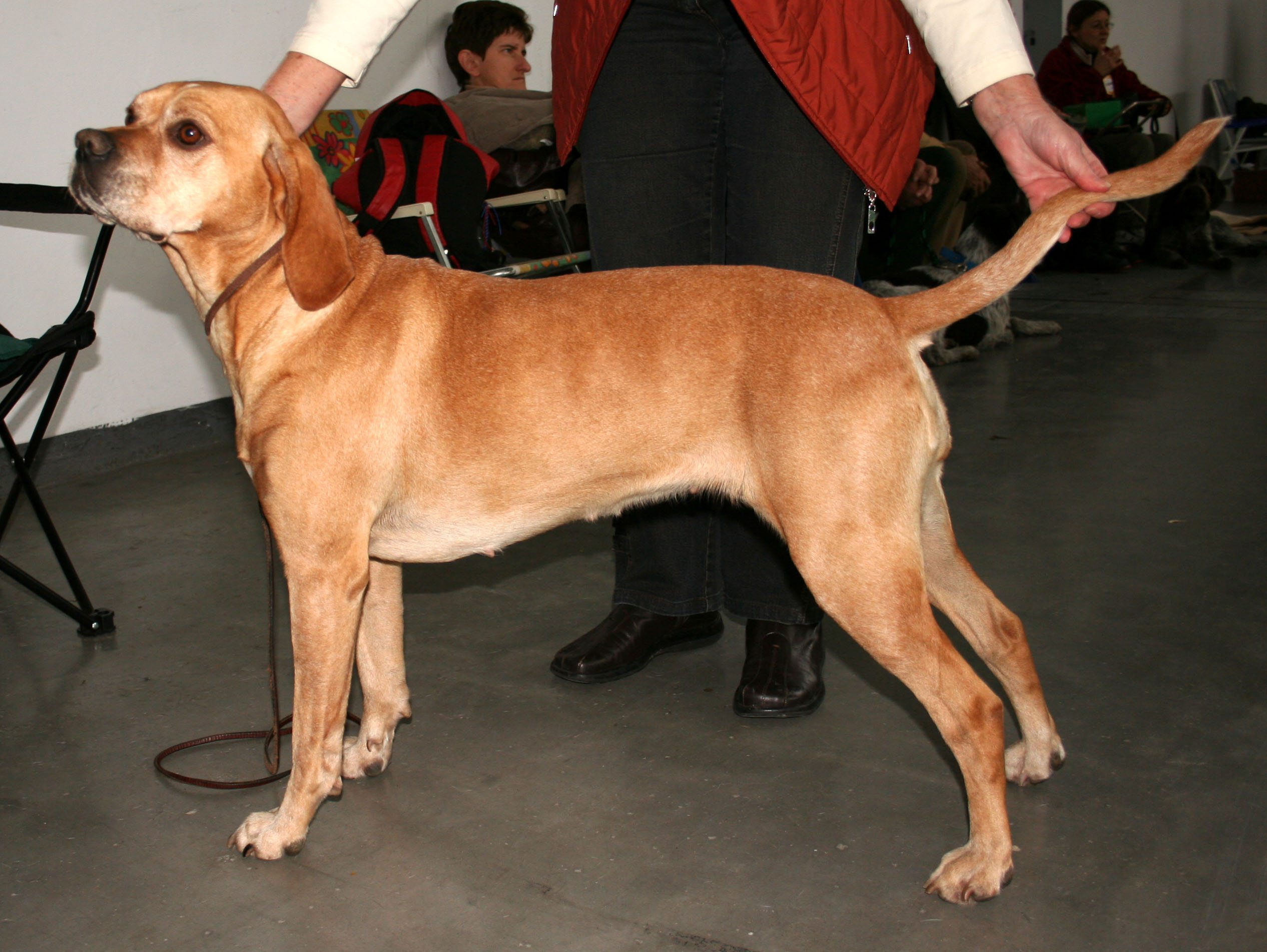
Perdiguero portugués.

El perdiguero portugués (Perdigueiro Português en portugués) es una raza de perro de caza portuguesa empleada como perro de muestra.
Posee un color cafe claro pardo típico de la raza de perdiguero.